# ウォルター・テュークスベリー
ウォルター・テュークスベリー (John Walter Beardsley Tewksbury、1876年3月21日- 1968年4月24日)は、アメリカ合衆国ペンシルベニア州アシュリー出身の陸上競技選手。1900年パリオリンピックでは2つの金メダルを含む5つのメダルを獲得した選手である。

## 経歴
テュークスベリーは、ペンシルベニア大学で歯学を専攻するかたわら、陸上競技に取り組み、1898年、1899年にIC4Aの110ヤード走と220ヤード走を制すほどの選手であった。
大学を卒業後、テュークスベリーは1900年パリオリンピックに出場し、5つの種目にエントリーする。出場者の中には、同じ大学の後輩でこの大会で4つの金メダルを獲得するアルビン・クレンツレーンがいた。
まず100mに出場したテュークスベリーは、準決勝で10秒8の世界タイ記録を樹立し、金メダルが期待されたが、決勝ではフランク・ジャービスに次いで銀メダルに終わってしまう。翌日には60mに出場するが、クレンツレーンに次いでこの種目でも銀メダルに終わる。さらに彼は400mハードルにも出場する。この当時、400mハードルはおそらくアメリカでは実施されていなかった。しかし、彼は優勝候補であった地元フランスのアンリ・トーザンに簡単に勝利し、最初の金メダルを獲得した。なお、この当時の400mハードルは現在行われている400mハードルとは違い、トラックの上に電柱のようなポールが置かれ、最後の障害には水濠が設置されていた。200mハードルの決勝では、またしてもクレンツレーンに金メダルをさらわれ、銅メダルという結果に終わっている。最後の種目となった200mは、200mハードルの1週間後に競技が行われた。この種目では、22秒2の記録で、インドのノーマン・プリチャードに0.6秒もの大差をつけ、400mハードルに次いで2つめの金メダルを獲得した。
彼は引退後、ペンシルベニアで歯科を開業し、1968年に92歳でこの世を去った。